# 人体の急所
人体の急所（じんたいのきゅうしょ）とは、ダメージを負いやすい人体の部分のことである。護身術で身を守るため、あるいは戦闘技術として相手を効率よく仕留めるための重点となる。
スポーツや興行として行われる格闘技では、急所狙いに終始することを防ぐため攻撃が禁止されている箇所が多い。逆に近接格闘術のような純粋な戦闘技術では効果的に殺傷するために集中して攻撃する技が使われる。

## 代表的な急所

### 頭部
顔面
出血しやすく攻撃された時の心理的なダメージも大きい。また鼻から出血すると呼吸がしにくくなる。
こめかみ（テンプル）
強打されると平衡感覚が失われ、意識不明になることがある。
額
強打されると脳に障害が起きることがある。切られれば大量出血し、目に血が入って視界を奪われることもある。
目
小さな傷でも痛みが激しく、切られれば失明する。深く突かれれば脳までダメージが達して死に至る危険もある。
多くの格闘技で「サミング」と呼ばれる反則技となっている。
乳様突起
耳の後ろの隆起した骨。刺されると運動機能が麻痺する。
アゴ
先端を強打されると衝撃が頭蓋骨を通じて脳に伝わり脳震盪や一時的な記憶喪失を起こすことがある。側面を強打されると脳が揺れて内出血、血栓などを引き起こす。
首
切られれば大量に出血する。喉頭隆起の部分を打たれると呼吸困難に陥る。
締め付けられると呼吸が出来なくなり、意識不明や死亡に繋がる。
頸椎
強い衝撃は頸髄損傷により麻痺などの症状が起きる。
ボクシングでは後頭部を含めて「ラビットパンチ」という反則となる。

### 胴体
僧帽筋
僧帽筋の血管が大動脈と繋がっているため、刺された場合、心タンポナーデを引き起こし死亡する。
心臓
胸骨で守られているが、その間から刺されれば即死する。
肋骨（肺）
肋骨が折れると肺に突き刺さる危険性がある。
肝臓
打たれると激痛をもたらす。刺されると大量出血する。
ボクシングのパンチングでは「レバーブロー」と呼ばれ、効果的な打撃箇所とされる。
腎臓
打たれると激痛をもたらす。刺されると大量出血する。
ボクシングでは背中側への攻撃は反則であるが、特にダメージが大きいことから「キドニーブロー」と呼ばれる。
みぞおち
ダメージを受けることにより横隔膜の動きが一瞬止まり、呼吸困難に陥る。
ボクシングのパンチングでは「ストマックブロー」と呼ばれ、効果的な打撃箇所とされる。
膀胱
神経の束があり、わずかに刺されただけでも動けなくなる。尿が溜まった状態で強い衝撃を受けると破裂する危険性もある。
金的
股間、生殖器の付近。男女で器官が異なりそれぞれのダメージがある。
男性の睾丸は内分泌器であり激痛を伴う。
女性の外陰部は陰核など神経が集中して恥骨に近いため激痛であり、上記の膀胱にも近く急所となる。
肩口
強打されると腕を動かせなくなる。
脇の下
神経が集中しておりダメージが大きい。圧迫による止血が不可能なため失血死を起こしやすい部位になる。
上腕骨隙間
突かれると神経が断ち切られ腕が動かなくなる。
手首
動脈が通っており切られると大量出血する。
この部分を自ら切ることを「リストカット」と呼ぶ(ただし、必ずしも自死目的とは限らない)。
肘後部（上腕三頭筋）
切られると手が使えなくなる。

### 脚部
膝
半月板や前十字靭帯など損傷しやすい箇所が多く、大きなダメージを受けると立ったり歩いたりできなくなる。
大腿
蹴られるとしばらくの間立てなくなる。骨の付近を大腿動脈が通っており、裂傷や銃創により大出血を引き起こす。
脛
皮下脂肪が薄いため骨に衝撃を受けやすく、激痛が走る。武蔵坊弁慶ほどの豪傑でも弱点となる痛みから「弁慶の泣き所」とも呼ばれる。
アキレス腱
切られると歩行が困難となる。アキレス腱という言葉は、そのまま弱点という意味にもなっている。